# جرج اسکرآپ

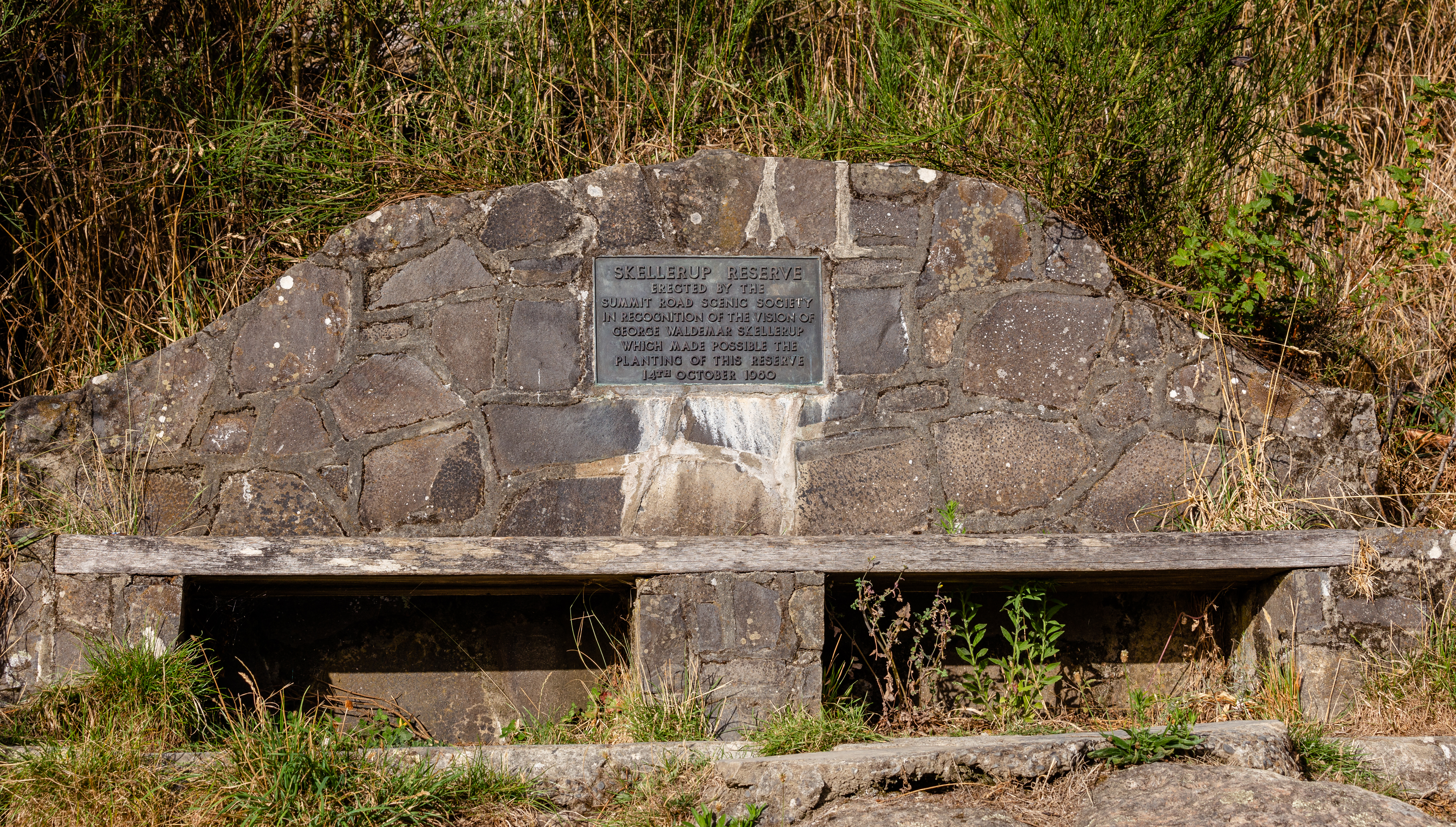
لوح یادبود جرج اسکرآپ در نیوزلند - ۲۰۲۰

جرج اسکرآپ (انگلیسی: George Skellerup; ۱۴ فوریهٔ ۱۸۸۱ – ۵ ژوئن ۱۹۵۵) کارآفرین اهل نیوزیلند بود، که در سال ۱۹۱۰ شرکت اسکلرآپ را تأسیس کرد.